# أنيا شيرل
أنيا شيرل (ولدت في 12 أبريل 1986) هي عداءة مسافات طويلة ألمانية متخصصة في الماراثون. شاركت في سباق الماراثون للسيدات في دورة الألعاب الأولمبية الصيفية 2016 حيث احتلت المركز 44.
أنهت شيرل السباق بشكل جيد، لكن نجاحها طغى عليه نجاح آنا وليزا هانر اللتين عبرتا خط النهاية معًا بشكل مثير للجدل في المركزين 81 و82. اتُهمتا بمحاولة جذب انتباه وسائل الإعلام، وحصلتا على تغطية إعلامية أكبر من شيرل.